# Decisión (película)
Decisión (título original: Choices) es una película estadounidense de drama de 1981, dirigida por Silvio Narizzano, escrita por Jon Stevens Alon, musicalizada por Christopher L. Stone, en la fotografía estuvo Hanania Baer y los protagonistas son Paul Carafotes, Victor French y Lelia Goldoni, entre otros. El filme fue realizado por Oaktree Productions y se estrenó el 1 de octubre de 1981.

## Sinopsis
Un adolescente parcialmente sordo se enloquece cuando no lo dejan jugar al fútbol por su condición. Tiene que lidiar con sus padres, el preparador, el equipo y la chica con la que sale.